# Kingwood (West Virginia)
Kingwood is een plaats (city) in de Amerikaanse staat West Virginia, en valt bestuurlijk gezien onder Preston County.

## Demografie
Bij de volkstelling in 2000 werd het aantal inwoners vastgesteld op 2944.
In 2006 is het aantal inwoners door het United States Census Bureau geschat op 2954, een stijging van 10 (0,3%).

## Geografie
Volgens het United States Census Bureau beslaat de plaats een oppervlakte van
6,4 km², geheel bestaande uit land. Kingwood ligt op ongeveer 556 m boven zeeniveau.

## Plaatsen in de nabije omgeving
De onderstaande figuur toont nabijgelegen plaatsen in een straal van 16 km rond Kingwood.